# Boswell (Pensilvania)
Boswell es un borough ubicado en el condado de Somerset en el estado estadounidense de Pensilvania. En el año 2000 tenía una población de 1.364 habitantes y una densidad poblacional de 715.1 personas por km².

## Geografía
Boswell se encuentra ubicado en las coordenadas 40°09′37″N 79°01′40″O / 40.16028, -79.02778.

## Demografía
Según la Oficina del Censo en 2000 los ingresos medios por hogar en la localidad eran de $20,875 y los ingresos medios por familia eran $26,667. Los hombres tenían unos ingresos medios de $26,023 frente a los $18,958 para las mujeres. La renta per cápita para la localidad era de $12,036. Alrededor del 29.1% de la población estaba por debajo del umbral de pobreza.